# 采格莱德拜尔采尔
采格莱德拜尔采尔，是匈牙利佩斯州所辖的一个村。总面积28.15平方公里，总人口4446，人口密度157.9人/平方公里（2011年1月1日）。